# Eduardo Canabrava Barreiros
Eduardo Canabrava Barreiros (Curvelo, 11 de julho de 1908 - Rio de Janeiro, 1981) foi um historiador, ilustrador, cartógrafo e escritor brasileiro.
Em 31 de maio de 1967 tornou-se sócio efetivo do Instituto Histórico e Geográfico Brasileiro. Era sócio efetivo do Instituto Militar de Engenharia do Brasil. Escreveu, dentre outros: “Itinerário da Independência” (agraciado com o Prêmio Joaquim Nabuco da ABL, em 1974) e “D. Pedro, Jornada a Minas Gerais em 1822” (editado em 1973). 
É o patrono da cadeira 34 do Instituto Histórico e Geográfico de São João del-Rei.
Eduardo Canabrava Barreiros faleceu, em 1981, vítima de complicações cirúrgicas tendo septicemia pós-operatória.

## Obras publicadas
- Mapa Etnográfico do Brasil,
- Mapa Rodoviário do Brasil,
- Mapa Postal-Telegráfico do Brasil,
- Mapa Orográfico do Brasil,
- Mapa Hidrográfico do Brasil,
- Episodios da Guerra dos Emboabas e sua Geografia,
- Mapa Ferroviário do Brasil,
- Atlas da Evolução Urbana do Rio de Janeiro[2]
- Semicírculo - Recordações quase memórias
- Os Segredo de Sinhá Ernestina
- Das Buscas e Descobertas
- As vilas Del-Rey e a Cidadania de Tiradentes
- Itinerário da Independencia
- D.Pedro Jornada a Minas Gerais em 1822